# Henri de La Porte
Eugène Amédée Henri de La Porte-aux-Loups est un homme politique français né le 17 juin 1880 dans le 1e arrondissement de Paris, ville où il est mort le 16 septembre 1924 dans le 17e arrondissement.
Journaliste, directeur du Populaire de l'Ouest, il est maire de Saint-Symphorien, conseiller général et député des Deux-Sèvres de 1910 à 1919, inscrit au groupe socialiste. Il est enterré avec son père, Amédée de La Porte, au cimetière ancien de Niort.

## Sources
- « Henri de La Porte », dans le Dictionnaire des parlementaires français (1889-1940), sous la direction de Jean Jolly, PUF, 1960 [détail de l’édition]

## Note et référence
1. ↑  Archives de Paris 1er, acte de naissance no 730, année 1880